# Bittacus wahlbergi
Bittacus wahlbergi is een schorpioenvlieg uit de familie van de hangvliegen (Bittacidae). De wetenschappelijke naam van de soort werd voor het eerst geldig gepubliceerd in 1972 door Jason Gilbert Hayden Londt.
De soort komt voor in Zuid-Afrika.